# Паоло Джованнеллі
Паоло Джованнеллі (італ. Paolo Giovannelli, нар. 1 жовтня 1960, Чечина) — італійський футболіст, що грав на позиції півзахисника. По завершенні ігрової кар'єри — тренер.
Виступав, зокрема, за клуби «Рома» та «Асколі», а також молодіжну збірну Італії.
Чемпіон Італії. Дворазовий володар Кубка Італії. Володар Кубка Мітропи.

## Клубна кар'єра
Народився 1 жовтня 1960 року в місті Чечина. Вихованець футбольної школи клубу «Чечина», за яку і розпочав дорослі виступи 1976 року, взявши участь у 23 матчах чемпіонату.
1977 року перейшов у «Рому». Відіграв за «вовків» наступні шість сезонів своєї ігрової кар'єри, але не був основним гравцем клубу. Тим не менш він запам'ятався вболівальникам «Роми» за перемогу, яку він приніс клубу 2 березня 1980 року в Столичному дербі проти «Лаціо», забивши переможний м'яч за п'ять хвилин до кінця гри. Цей гол так і залишився єдиним для гравця, який він забив за свою кар'єру в «Ромі». За цей час виборов титул чемпіона Італії, та двічі ставав володарем Кубка Італії.
Протягом 1983—1987 років захищав кольори команди клубу «Піза». За цей час додав до переліку своїх трофеїв титул володаря Кубка Мітропи.
1987 року уклав контракт з клубом «Асколі», у складі якого провів наступні три роки своєї кар'єри гравця. Більшість часу, проведеного у складі «Асколі», був основним гравцем команди.
Завершив професійну ігрову кар'єру у «Чезені», за команду яку протягом 1990—1992 років.

## Виступи за збірну
1980 року залучався до складу молодіжної збірної Італії і взяв участь у молодіжному чемпіонаті Європи 1980 року. На молодіжному рівні зіграв у 4 офіційних матчах.

## Кар'єра тренера
Розпочав тренерську кар'єру, повернувшись до футболу після невеликої перерви, 1998 року, очоливши тренерський штаб рідного клубу «Чечина». Після цього у 2010–2011 роках знову працював з цим клубом.

## Титули і досягнення
- Чемпіон Італії (1):

«Рома»: 1982–83
- Володар Кубка Італії (2):

«Рома»: 1979–80, 1980–81
- Володар Кубка Мітропи (1):

«Піза»: 1985–86